# Tomáš Macháč
Tomáš Macháč, född 13 oktober 2000 in Beroun, är en tjeckisk tennisspelare, som tillsammans med Kateřina Siniaková tog guld vid OS 2024.